# Етно село Сунчана река
У прелепом амбијенту на месту где се укрштају планински и речни ваздух, на обали реке Дрине у подножју историјске планине Гучева, у делу Бање Ковиљаче налази се етно село “Сунчана река”, идеално место за љубитеље природе, доброг провода и домаће кухиње са доста рибљих и домаћих специјалитета.
Сунчана река се простире на 8ха земљишта и представља јединствену оазу за одмор, опуштање, спорт и рекреацију која је и те како потребна људима који су оптерећени свакодневним обавезама.